# Information Technology and Control
Information Technology and Control is een internationaal, aan collegiale toetsing onderworpen wetenschappelijk tijdschrift op het gebied van de informatica en de regeltechniek. De naam wordt in literatuurverwijzingen meestal afgekort tot Inf. Technol. Control. De hoofdredacteur is Rimantas Šeinauskas (Technische Universiteit van Kaunas).